# Ujazd (gmina, Opole)
Ujazd est une gmina mixte du powiat de Strzelce Opolskie, Opole, dans le sud-ouest de la Pologne. Son siège est la ville d'Ujazd, qui se situe environ 14 km au sud-est de Strzelce Opolskie et 43 km au sud-est de la capitale régionale Opole.
La gmina couvre une superficie de 83,31 km2 pour une population de 6 284 habitants.

## Géographie
La gmina inclut la ville de Ujazd et les villages de Balcarzowice, Buczek, Grzeboszowice, Jaryszów, Klucz, Kolonia Jaryszów, Komorniki, Kopanina, Księży Las, Niezdrowice, Nogowczyce, Olszowa, Sieroniowice, Stary Ujazd, Wesołów, Wydzierów et, Zimna Wódka
La gmina borde la ville de Kędzierzyn-Koźle et les gminy de Leśnica, Rudziniec, Strzelce Opolskie et Toszek.